# Arnoltice
Arnoltice (německy Arnsdorf) je obec v severočeském pohraničí, v okrese Děčín, přibližně osm kilometrů severovýchodně od města Děčín a čtyři kilometry od státní hranice s Německem. Žije v ní 422 obyvatel.
Obec má poštu, mateřskou školu, kostel, hřbitov, restauraci a obchod. V obci je řada rekreačních objektů včetně v současnosti nevyužívaného koupaliště. Spojení s Děčínem zajišťuje pravidelná autobusová linka. Obec leží v nadmořské výšce 343 metrů uprostřed krajiny Českosaského Švýcarska s typickými pískovcovými skalními masivy, kaňony a převážně jehličnatými lesy.

## Historie
Osada byla založena německými kolonisty během velké kolonizace. První písemná zmínka o obci pochází z roku 1352.
Právo užívat znak a vlajku bylo obci uděleno rozhodnutím předsedy Poslanecké sněmovny Parlamentu České republiky dne 4. března 2014.

## Obyvatelstvo
Při sčítání lidu v roce 1921 ve vsi žilo 686 obyvatel (z toho 318 mužů), z nichž bylo pět Čechoslováků, 680 Němců a jeden cizinec. Kromě osmi evangelíků a čtrnácti lidí bez vyznání byli římskými katolíky. Podle sčítání lidu z roku 1930 měla vesnice 716 obyvatel: šest Čechoslováků, 707 Němců a tři cizince. Většina (649 osob) se hlásila k římskokatolické církvi, ale ve vsi bylo také osm evangelíků, jeden člen nezjišťovaných církví a 58 lidí bez vyznání.
| Rok            | 1869 | 1880 | 1890 | 1900 | 1910 | 1921 | 1930 | 1950 | 1961 | 1970 | 1980 | 1991 | 2001 | 2011 | 2021 |
| -------------- | ---- | ---- | ---- | ---- | ---- | ---- | ---- | ---- | ---- | ---- | ---- | ---- | ---- | ---- | ---- |
| Počet obyvatel | 835  | 867  | 822  | 779  | 762  | 686  | 716  | 308  | 340  | 307  | 259  | 261  | 285  | 371  | 390  |
| Počet domů     | 139  | 147  | 148  | 154  | 156  | 154  | 155  | 137  | 80   | 74   | 68   | 63   | 82   | 116  | 132  |

## Pamětihodnosti
- Kostel Nanebevzetí Panny Marie

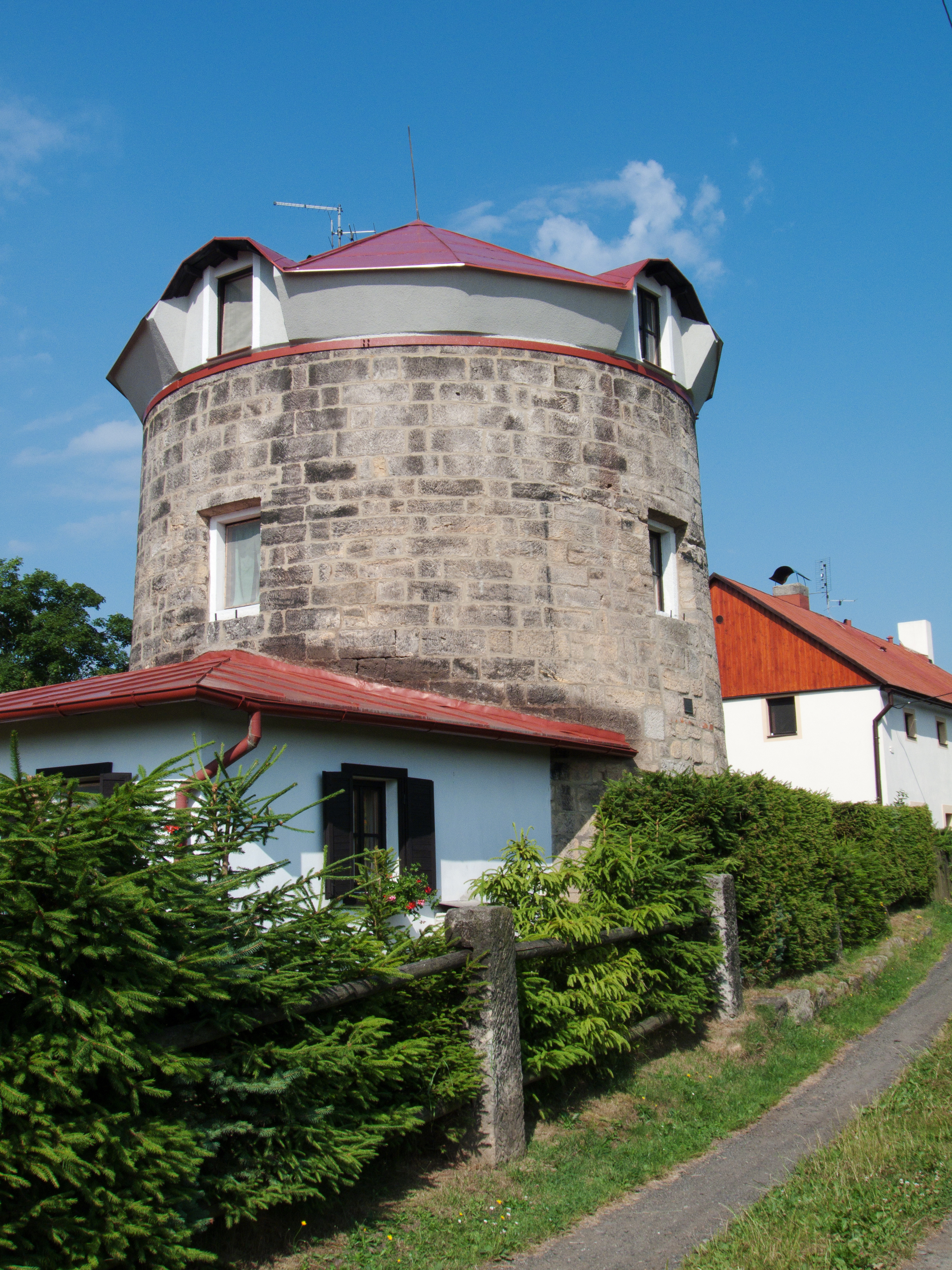
Bývalý větrný mlýn v Arnolticích

- Památník první písemné latinské zmínky o obci z roku 1240 (Arnoldi - Villa) a první česky psané zmínky o Arnolticích z let 1355 - 1359 (Arnoltycz)
- Památník bojovníkům padlým ve válce 1859-1866
- Bývalý větrný mlýn
- Socha Panny Marie Assumpty
- Smírčí kámen
- Venkovská usedlost čp. 31
- Wornerova lípa – památný strom, roste u dnes již neexistující usedlosti rodu Wornerů[12]

## Osobnosti
Dne 2. dubna 1924 se zde narodil německý hudební skladatel, aranžér, dirigent a hudebník Willi Papert († 23. února 1980 v Ravensburgu).